# Gustav Hopf (Versicherungsmanager)

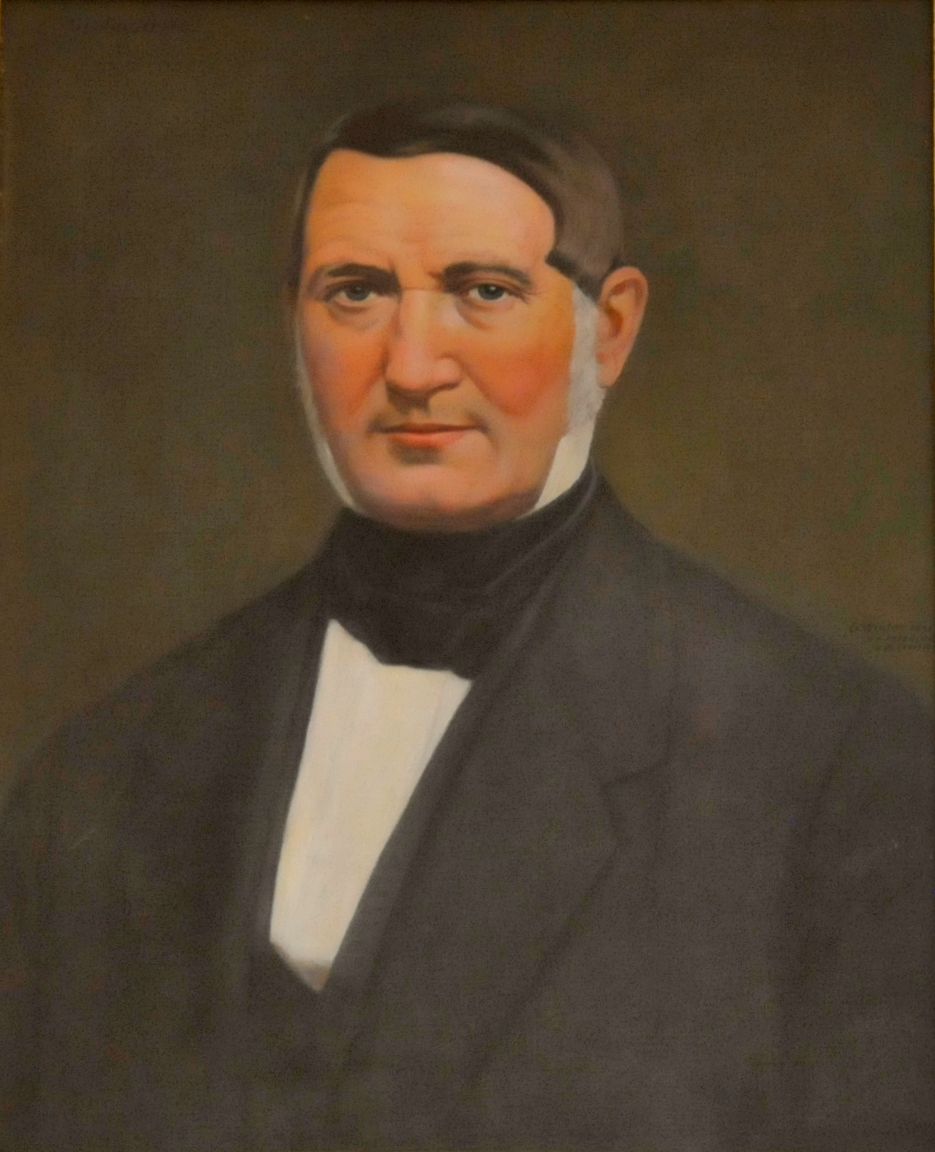
Gustav Hopf

Gustav Hopf (* 29. Mai 1808 in Ohrdruf; † 8. Oktober 1872 in Gotha) war ein deutscher Versicherungsmanager und Direktor der Gothaer Lebensversicherungsbank für Deutschland.

## Leben
Gustav war Sohn des Rittergutspächters und Gutsbesitzers Johann Gottfried Hopf (1775-vor 1838), Pächter des Gutes Hundsbrunn, heute als Wüstung im Truppenübungsplatz Ohrdruf gelegen. Auch der Großvater Christian Friedrich hatte schon das Rittergut gepachtet. Dieser war mit Dorothea Christiane Kayser verheiratet. Gustavs Mutter war Beate Johanna (1781–1862), Tochter des Bauern Johann Siegfried Döpping (Wechmar) und der Marie Judith Ritter.
Gustav Hopf wuchs in einfachen Verhältnissen auf. Gustav wurde vor dem Besuch des Ohrdrufer Gymnasiums von einem Hauslehrer unterrichtet, weil die Eltern schon früh die außergewöhnliche Auffassungsgabe ihres Sohnes erkannt hatten. Nach einer weiteren Ausbildung in Gotha studierte Hopf an der Georg-August-Universität Göttingen Finanzwissenschaft.
Der vielseitig interessierte Hopf zeigte auch Interesse an Mathematik, Chemie, Physik, Botanik und Mineralogie, deren Fächer er belegte. Einen 2. Preis erhielt der Student Hopf für seine Ausarbeitung Hygrometrie.
Die erste Anstellung nach seinem bestandenen Staatsexamen fand er bei der damaligen Herzoglich Sachsen-Gothaischen Kammer, zuerst als „Accessist“, dann als „Rentcommissais“. In diese Zeit fällt die erste Begegnung mit Ernst Wilhelm Arnoldi, der ihn später zur Gothaer Lebensversicherungsbank holte.
Von 1863 bis zu seinem Tod im Jahre 1872 war Hopf der unmittelbare Nachfolger von Ernst Wilhelm Arnoldi in der Geschäftsführung der Feuerversicherungsbank und der erste Direktor der Lebensversicherungsbank. Insgesamt stand er ganze 37 Jahre an der Spitze der Verwaltung der Gothaer Lebensversicherungsbank, von 1835 bis 1841 als Banksekretär und danach bis 1872, also bis zu seinem Tode am 8. Oktober, als Generaldirektor.
Sein Nachfolger wurde Arwed Emminghaus.

## Wirken
Gustav Hopf verstand es ausgezeichnet, Praxis und Theorie zu verbinden, so beschrieben von verschiedenen Historikern. Arwed Emminghaus schrieb über seinen Vorgänger: „Nicht weniger als 37 Jahre hat Gustav Hopf an der Spitze der Bankverwaltung gestanden und während dieser Zeit seine Lebensaufgabe darin erblickt, die Bank, dieses dem Menschenwohle gewidmete Werk, immer vollkommen zu gestalten. Welch ein beneidenswerthes Loos ist der reichen, rastlosen Arbeit dieses Mannes zu Theil geworden!“
Bereits 1842, die Feuerversicherungsbank war gerade mal 22 Jahre alt, musste sie eine echte „Feuerprobe“ bestehen: Der Hamburger Brand. Über 20.000 Menschen wurden obdachlos, und große Teile der Altstadt waren zerstört. Die Gothaer Feuerversicherungsbank war die am stärksten betroffene Versicherung. Dennoch gelang es Gustav Hopf und seinem Team, eine Versicherungsleistung von 1,4 Mio. Thalern zu erbringen, eine für damalige Verhältnisse enorme Summe.
Schon bald erkannte Gustav Hopf die Notwendigkeit fachlichen Gedankenaustauschs und suchte das Gespräch mit zahlreichen Zeitgenossen. Mitte der 1840er Jahre bereiste er England, wo die Lebensversicherung bereits weit entwickelt war, und suchte Kontakte zu englischen Gelehrten, bei denen seine Meinungen, Einschätzungen und Leistungen hoch angesehen waren. Das mündete darin, dass Hopf von der Statistischen Gesellschaft Londons 1864 zu einem „auswärtigen Mitglied“ ernannt wurde und ihn das Institute of Actuaries zu seinem korrespondierenden Mitglied machte.
Gleiches Ansehen genoss Hopf auch in seinen Kreisen in Frankreich, Österreich und Belgien. Schon 1851 ernannte ihn die Königliche Akademie der gemeinnützigen Wissenschaften in Erfurt zum korrespondierenden Mitglied. Seine Ratschläge und Gutachten suchten auch die deutschen Regierungen.
Weiterhin schreibt sein Nachfolger Emminghaus: „Eine vielseitige Tätigkeit hat Hopf auch in seinem engeren Vaterland, in Gotha selbst entfaltet. Er war im Aufsichtsrat der Gothaer Privatbank, der Innungshalle und Handelsschule, der Gesellschaft für Wasserversorgung und ist außerdem Begründer und Förderer verschiedener wohltätiger und gemeinnütziger Vereine.“

## Privates
1838 schloss Gustav Hopf in Gotha die Ehe mit Marie Henneberg, Tochter des Gothaer Porzellanfabrikanten Johann Christian Henneberg (1788–1860) und seiner Frau Ernestina Freytag. Aus der Ehe gingen sieben Kinder hervor, u. a.
- Julius (1839–1886), Jurist und Politiker, Bevollmächtigter der Feuerversicherungsbank

Die vier Söhne ließen sie „wegen der Qualität“ an der Göttinger Universität studieren.

## Quelle
- Deutsches Versicherungsmuseum in Gotha
- Deutsche Biographie